# Razzia auf Callgirls
Razzia auf Callgirls (Originaltitel: Vice Raid) ist ein US-amerikanischer Film von Edward L. Cahn aus dem Jahr 1959. Seine Premiere hatte der Film im Dezember 1959 in den USA. In der Bundesrepublik Deutschland wurde er erstmals am 24. November 1960 in den Kinos gezeigt.

## Handlung
Das Sittendezernat kämpft gegen ein Verbrechersyndikat, das sich unter dem Deckmantel einer Modellagentur ihr Geld mit illegaler Prostitution verdient. Als die Polizisten Brandon und Dunton den mutmaßlichen Schlepper Muggsy auf frischer Tat erwischen, lässt sich dieser zu einer Aussage vor Gericht überreden. Allerdings stellt sich Dunton als korrupt heraus, er fordert Muggsy auf wegzulaufen und erschießt den Schleuser hinterrücks auf der Flucht.
Gangsterboss Malone ist von dem Vorfall verärgert und plant Brandon, der allen Bestechungsversuchen widerstanden hat, auszuschalten. Durch Dunton hat Malone erfahren, dass Brandon eine Undercoverermittlung als Fotograf plant. Malone lässt die aufreizende Blondine Carol Hudson vom Syndikat aus Detroit anreisen. Als Brandon sich in der Agentur als Fotograf ausgibt und nach einem Modell fragt, wird ihm Carol vermittelt. In dem Hotelzimmer hat Brandon seine Fotoausrüstung bereitgestellt, als Carol in ihrem Badeanzug zu tanzen beginnt, den Polizisten nach etwas zu trinken und Geld bittet, sieht Brandon den Prostitutionsvorwurf bestätigt und verhaftet das Mädchen. Gegenüber der Staatsanwaltschaft beschuldigt Carol Brandon der Erpressung. Es folgt eine Verhandlung, in der Carol aussagt Brandon hätte sie geschlagen und gedroht, sie zu verhaften, würde sie ihm kein Geld geben. Ihre Aussage wird von Dunton untermauert, dieser gibt an, nach der Verhaftung von Carol eindeutige Aussagen und Drohungen seines Kollegen gehört zu haben. Aufgrund der Beweislage wird Brandon aus dem Dienst entlassen. Als Whitey seinen langjährigen Kollegen Dunton zur Rede stellt, gibt dieser zu, von Malone bezahlt worden zu sein. Aus Angst um seine Familie würde er seine Aussage auch nicht ändern. Vince ist von Carol und ihrer Arbeit so begeistert, dass er die aufreizende Blondine überredet, als sein Liebchen in der Stadt zu bleiben.
Eines Tages bekommt Carol in ihrer luxuriösen Wohnung unerwarteten Besuch von ihrer jüngeren Schwester Louise. Die beiden haben sich seit zwei Jahren nicht gesehen, somit ahnt Louise nichts von den Lebensumständen ihrer Schwester. Brendon, frustriert und wütend über seinen Jobverlust taucht unerwartet in Carols Wohnung auf. Er versucht der Blondine zu drohen, wird durch Louises Anwesenheit aber davon abgehalten. Carol begibt sich umgehend zu Malone, um zu berichten, dass der ehemalige Polizist ihren Wohnort herausgefunden hat. In der Folge lässt Malone Brendon brutal zusammenschlagen.
Captain Brennan,  Whiteys ehemaliger Chef, hält Brendon mittlerweile für unschuldig. Da sich Brendon nicht mehr an Dienstvorschriften halten müsse, bittet er ihn um Hilfe. Brennan mietet mehrere Büroräume für Modelagenturen an, um den Eindruck zu erwecken, Malone direkte Konkurrenz zu machen. In einem persönlichen Gespräch versucht er auch Carol zur Mitarbeit zu bewegen, wohl wissen, dass diese die Information an Malone berichten wird. Gleichzeitig startet die Polizei eine Razzia in den Büroräumen Malones. Nachdem sich Dunton bereit erklärt hat, seine Falschaussage zurückzuziehen und somit Brendons Unschuld zu beweisen, wird er von Malones Handlangern auf offener Straße erschossen. Als Malones brutaler Mitarbeiter Phil Evans Louise vergewaltigt, fordert Carol bei Malone Genugtuung ein. Als dieser den Vorfall herunterspielt und sich weigert, Evans zu bestrafen, beschließt Carol mit Brendon zusammenzuarbeiten.
Durch die Presse wird der Erfolg von Brendon auch bei den anderen Syndikaten bekannt. Die Bosse aus Detroit, St. Louis und Chicago treffen sich mit Malone und Brendon, um eine neue Aufteilung der Geschäfte in der Stadt zu vereinbaren. In Absprache mit Brendon hat Carol ein Tonbandgerät zur Beweisaufnahme im Büro versteckt. Als dieses von Malone entdeckt wird, kommt es zu einer Schießerei zwischen den Gangstern und Brendon und der bereits wartenden Polizei, in deren Verlauf Malone erschossen wird. Während Whitey seinen Job zurückbekommt, kehren Carol und Louise in ihre Heimatstadt zurück.

## Rezeption
Das Lexikon des internationalen Films bezeichnete den Film als „Simples Kriminaldrama ohne Höhepunkte“.
Cinema bezeichnete den Film als „Trash-Krimi mit der Busenwunder–Blondine Mamie Van Doren“ und zog das Fazit: „Schlichter Fall“.

## Synchronisation
Die deutsche Synchronfassung entstand 1960 in Berlin.
| Darsteller       | Synchronsprecher       | Rolle                 |
| ---------------- | ---------------------- | --------------------- |
| Richard Coogan   | Siegmar Schneider      | Sgt. Whitey Bandon    |
| Frank Gerstle    | Friedrich Joloff       | Captain Brannon       |
| Mamie Van Doren  | Gisela Trowe           | Carol Hudson          |
| Tom McKee        | Gerd Duwner            | Doktor                |
| Joseph Sullivan  | Herbert Stass          | Ben Dunton            |
| Chris Alcaide    | Jochen Schröder        | Eddie                 |
| Nestor Paiva     | Erich Poremski         | Frank Burke           |
| Jack Kenney      | Otto Czarski           | Leo Dempsey           |
| Brad Dexter      | Fritz Tillmann         | Vince Malone          |
| Shepherd Sanders | Gerd Martienzen        | Muggsy                |
| Barry Atwater    | Gert Günther Hoffmann  | Phil Evans            |
| John Zaremba     | Peter Elsholtz         | Staatsanwalt Marshall |
| Peter Bryer      | Curt Ackermann         | Vernehmungsbeamter    |
| John Dehner      | Ernst Wilhelm Borchert | Erzähler              |